# Kanton Ayen
Kanton Ayen (francouzsky Canton d'Ayen) je francouzský kanton v departementu Corrèze v regionu Limousin. Tvoří ho 11 obcí.

## Obce kantonu
- Ayen
- Brignac-la-Plaine
- Louignac
- Objat
- Perpezac-le-Blanc
- Saint-Aulaire
- Saint-Cyprien
- Saint-Robert
- Segonzac
- Vars-sur-Roseix
- Yssandon